# Mina Tipo 93

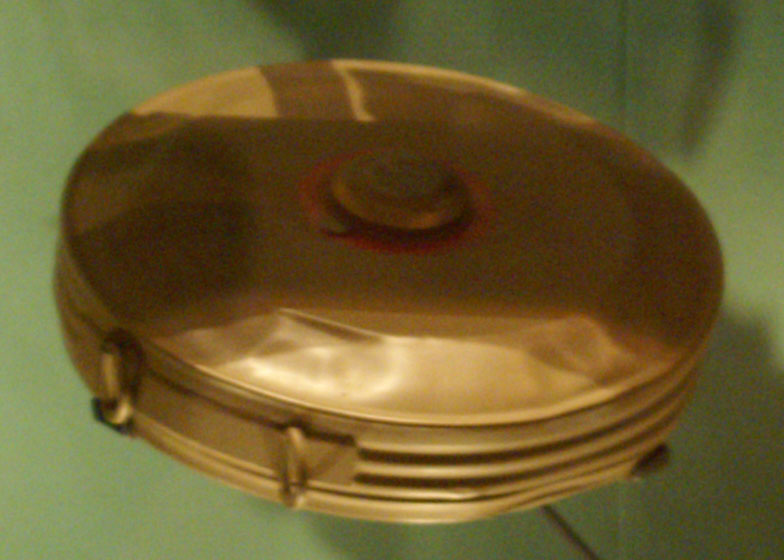
Una mina Tipo 93 en el Museo de Guerra Imperial, Londres

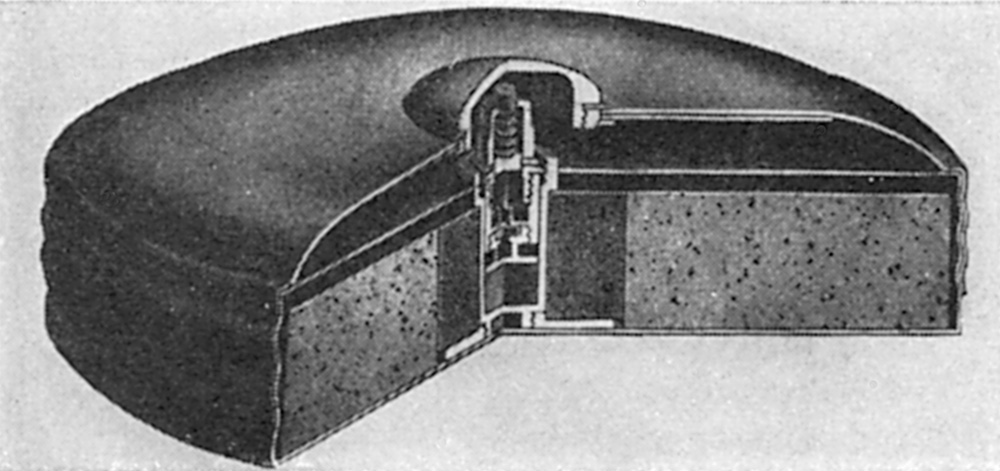
Sección transversal de la mina

La Tipo 93 fue una mina terrestre japonesa utilizada durante la Segunda Guerra Mundial. Entró en servicio en 1933. Utilizaba una espoleta simple con una presión de activación variable, lograda mediante el uso de cables de cizallamiento de diferente grosor. La carga principal podía ser complementada con explosivos adicionales enterrados bajo la mina.

## Especificaciones
- Diámetro: 171 mm
- Altura: 45 mm
- Peso: 1,36 kg
- Contenido explosivo: 908 g
- Presión operativa: 7 a 250 lbs (3 a 110 kg)